# Discografia de Olivia Rodrigo
A discografia de Olivia Rodrigo, uma artista musical e atriz estadunidense, consiste em dois álbuns de estúdio, três extended plays (EPs), 10 singles e 10 videoclipes. Ela contribuiu para a trilha sonora de High School Musical: The Musical: The Series, lançando nove singles promocionais, com "All I Want" tornando-se um sucesso comercial. Em 2020, após assinar com a Interscope e Geffen Records, Rodrigo lançou seu single de estreia, "Drivers License", em janeiro de 2021, impulsionando-a para a fama internacional. "Drivers License" estreou no topo da Billboard Hot 100 nos Estados Unidos, onde permaneceu por oito semanas consecutivas, além de liderar as paradas em 25 outros países. Ela lançou seu segundo single, "Deja Vu", em abril de 2021, que alcançou a terceira posição na Hot 100 e alcançou o top 10 em vários países. Um mês depois, lançou seu terceiro single, "Good 4 U", que também foi um sucesso comercial. Foi seu segundo número um na Hot 100 e alcançou o primeiro lugar em outros 23 países.
Rodrigo lançou seu álbum de estreia, Sour, em maio de 2021. Atingindo a primeira posição em 19 países, incluindo Austrália, Canadá, Estados Unidos, Nova Zelândia e Reino Unido, foi o segundo álbum mais vendido ao redor do mundo em 2021. Guts, seu segundo trabalho de estúdio, foi lançado em setembro de 2023, liderando as paradas de 15 países, incluindo os EUA, onde debutou no topo da Billboard 200. Os singles "Vampire" e "Bad Idea Right?" alcançaram o top 10 da Hot 100 dos EUA, com o primeiro liderando a parada. O terceiro single do álbum, "Get Him Back!", alcançou a posição 11 na Hot 100. Em novembro de 2023, Rodrigo lançou "Can't Catch Me Now" para a trilha sonora de The Hunger Games: The Ballad of Songbirds & Snakes. Em março de 2024, ela lançou a edição deluxe de Guts, incluindo o single "Obsessed".

## Álbuns

### Álbuns de estúdio
| Álbum | Maiores posições nas paradas musicais | Maiores posições nas paradas musicais | Maiores posições nas paradas musicais | Maiores posições nas paradas musicais | Maiores posições nas paradas musicais | Maiores posições nas paradas musicais | Maiores posições nas paradas musicais | Maiores posições nas paradas musicais | Maiores posições nas paradas musicais | Maiores posições nas paradas musicais | Vendas                       | Certificações |
| Álbum | EUA                                   | AUS                                   | CAN                                   | DIN                                   | IRL                                   | NLD                                   | NOR                                   | NZL                                   | SUE                                   | UK                                    | Vendas                       | Certificações |
| --- | ------------------------------------- | ------------------------------------- | ------------------------------------- | ------------------------------------- | ------------------------------------- | ------------------------------------- | ------------------------------------- | ------------------------------------- | ------------------------------------- | ------------------------------------- | ---------------------------- | --- |
| Sour - Lançamento: 21 de maio de 2021 - Gravadora: Geffen - Formato(s): Cassete, CD, download digital, streaming, vinil    | 1                                     | 1                                     | 1                                     | 1                                     | 1                                     | 1                                     | 1                                     | 1                                     | 1                                     | 1                                     | - EUA: 911 000 - UK: 753 000 | - RIAA: 4× Platina - AFP: Platina - ARIA: 3× Platina - BPI: 3× Platina - IFPI DIN: 3× Platina - IFPI NOR: 3× Platina - MC: 3× Platina - RMNZ: 4× Platina |
| Guts - Lançamento: 8 de setembro de 2023 - Gravadora: Geffen - Formato(s): Cassete, CD, download digital, streaming, vinil | 1                                     | 1                                     | 1                                     | 3                                     | 1                                     | 1                                     | 1                                     | 1                                     | 1                                     | 1                                     | - EUA: 478 000               | - ARIA: Ouro - BPI: Platina - IFPI DIN: Ouro - MC: Platina - RMNZ: Ouro                                                                                  |

### Reedições
| Álbum | Maiores posições nas paradas musicais | Maiores posições nas paradas musicais | Maiores posições nas paradas musicais | Certificações   |
| Álbum | ISL                                   | NOR                                   | NZL                                   | Certificações   |
| --- | ------------------------------------- | ------------------------------------- | ------------------------------------- | --------------- |
| Guts (Spilled) - Lançamento: 22 de março de 2024 - Gravadora: Geffen - Formato(s): Download digital, streaming, vinil | 36                                    | 10                                    | 3                                     | - RMNZ: Platina |

### Compilações
| Álbum |
| --- |
| Best of High School Musical: The Musical: The Series - Lançamento: 18 de julho de 2021 - Gravadora: Walt Disney, Universal - Formato(s): Download digital, streaming |

## Extended plays(EPs)
| EP | Maiores posições nas paradas musicais | Maiores posições nas paradas musicais |
| EP | EUA                                   | POR                                   |
| --- | ------------------------------------- | ------------------------------------- |
| Bizaardvark (Music from the TV Series) (com Madison Hu) - Lançamento: 7 de outubro de 2016 - Gravadora: Walt Disney - Formato(s): Download digital, streaming | —                                     | —                                     |
| Guts: The Secret Tracks - Lançamento: 24 de novembro de 2023 - Gravadora: Geffen, Third Man - Formato: Vinil                                                  | 200                                   | —                                     |
| Olivia Rodrigo & Noah Kahan (com Noah Kahan) - Lançamento: 20 de abril de 2024 - Gravadora: Geffen, Mercury, Republic - Formato: Vinil                        | —                                     | 71                                    |
| "—" denota lançamentos que não conseguiram entrar nas paradas musicais ou não foram lançados no território.                                                   |                                       |                                       |

## Singles

### Como artista principal
| Ano | Canção               | Maiores posições nas paradas musicais | Maiores posições nas paradas musicais | Maiores posições nas paradas musicais | Maiores posições nas paradas musicais | Maiores posições nas paradas musicais | Maiores posições nas paradas musicais | Maiores posições nas paradas musicais | Maiores posições nas paradas musicais | Maiores posições nas paradas musicais | Maiores posições nas paradas musicais | Certificações | Álbum                                              |
| Ano | Canção               | EUA                                   | AUS                                   | CAN                                   | GLO                                   | IRL                                   | NLD                                   | NOR                                   | NZL                                   | SUE                                   | UK                                    | Certificações | Álbum                                              |
| --- | -------------------- | ------------------------------------- | ------------------------------------- | ------------------------------------- | ------------------------------------- | ------------------------------------- | ------------------------------------- | ------------------------------------- | ------------------------------------- | ------------------------------------- | ------------------------------------- | --- | -------------------------------------------------- |
| 2021 | "Drivers License"    | 1                                     | 1                                     | 1                                     | 1                                     | 1                                     | 1                                     | 1                                     | 1                                     | 1                                     | 1                                     | - RIAA: 6× Platina - AFP: 4× Platina - ARIA: 8× Platina - BPI: 3× Platina - GLF: 2× Platina - IFPI DIN: 2× Platina - IFPI NOR: 3× Platina - MC: 9× Platina - PMB: 3× Diamante - RMNZ: 2× Platina | Sour                                               |
| 2021 | "Deja Vu"            | 3                                     | 3                                     | 4                                     | 3                                     | 2                                     | 33                                    | 17                                    | 3                                     | 46                                    | 4                                     | - RIAA: 4× Platina - AFP: Platina - ARIA: 5× Platina - BPI: Platina - GLF: Ouro - IFPI DIN: Ouro - IFPI NOR: Platina - MC: 6× Platina - PMB: 2× Diamante - RMNZ: Platina                         | Sour                                               |
| 2021 | "Good 4 U"           | 1                                     | 1                                     | 1                                     | 1                                     | 1                                     | 1                                     | 1                                     | 1                                     | 2                                     | 1                                     | - RIAA: 7× Platina - AFP: 3× Platina - ARIA: 9× Platina - BPI: 4× Platina - GLF: 2× Platina - IFPI DIN: Platina - IFPI NOR: 2× Platina - MC: 8× Platina - PMB: 3× Diamante - RMNZ: 3× Platina    | Sour                                               |
| 2021 | "Traitor"            | 9                                     | 5                                     | 9                                     | 7                                     | 3                                     | 53                                    | 16                                    | 5                                     | 56                                    | 5                                     | - RIAA: 4× Platina - AFP: 2× Platina - ARIA: 4× Platina - BPI: Platina - GLF: Ouro - IFPI DIN: Ouro - IFPI NOR: Platina - MC: 5× Platina - PMB: 3× Diamante - RMNZ: Platina                      | Sour                                               |
| 2021 | "Brutal"             | 12                                    | 12                                    | 13                                    | 11                                    | 81                                    | —                                     | —                                     | 8                                     | —                                     | —                                     | - RIAA: 2× Platina - AFP: Ouro - ARIA: 2× Platina - BPI: Platina - MC: 3× Platina - PMB: 2× Platina                                                                                              | Sour                                               |
| 2023 | "Vampire"            | 1                                     | 1                                     | 1                                     | 1                                     | 1                                     | 4                                     | 6                                     | 1                                     | 20                                    | 1                                     | - RIAA: Platina - AFP: 2× Platina - ARIA: 3× Platina - BPI: 2× Platina - IFPI DIN: Ouro - MC: 3× Platina - PMB: Diamante - RMNZ: Platina                                                         | Guts                                               |
| 2023 | "Bad Idea Right?"    | 7                                     | 3                                     | 9                                     | 5                                     | 4                                     | 29                                    | 27                                    | 4                                     | 57                                    | 3                                     | - AFP: Ouro - ARIA: Platina - MC: Ouro - BPI: Ouro - PMB: Platina | Guts                                               |
| 2023 | "Get Him Back!"      | 11                                    | 6                                     | 11                                    | 7                                     | 5                                     | 48                                    | 19                                    | 5                                     | 28                                    | 7                                     | - ARIA: Ouro - BPI: Prata - MC: Platina - PMB: Platina | Guts                                               |
| 2023 | "Can't Catch Me Now" | 56                                    | 23                                    | 42                                    | 43                                    | 5                                     | 45                                    | —                                     | 15                                    | 82                                    | 12                                    | - ARIA: Ouro - BPI: Prata - MC: Platina - PMB: Ouro | The Hunger Games: The Ballad of Songbirds & Snakes |
| 2024 | "Obsessed"           | 14                                    | 16                                    | 20                                    | 17                                    | 12                                    | 73                                    | —                                     | 26                                    | 59                                    | 10                                    | | Guts (Spilled)                                     |
| "—" denota canções que não conseguiram entrar nas paradas musicais ou não foram lançadas no território. |                      |                                       |                                       |                                       |                                       |                                       |                                       |                                       |                                       |                                       |                                       | |                                                    |

### Singlespromocionais
| Ano | Canção                                           | Maiores posições nas paradas musicais | Maiores posições nas paradas musicais | Maiores posições nas paradas musicais | Maiores posições nas paradas musicais | Maiores posições nas paradas musicais | Maiores posições nas paradas musicais | Maiores posições nas paradas musicais | Maiores posições nas paradas musicais | Certificações                                                                                             | Álbum                                                                  |
| Ano | Canção                                           | EUA                                   | CAN                                   | GLO                                   | IRL                                   | NZL Hot                               | POR                                   | SUE                                   | UK                                    | Certificações                                                                                             | Álbum                                                                  |
| --- | ------------------------------------------------ | ------------------------------------- | ------------------------------------- | ------------------------------------- | ------------------------------------- | ------------------------------------- | ------------------------------------- | ------------------------------------- | ------------------------------------- | --- | ---------------------------------------------------------------------- |
| 2016 | "Let It Glow" (com Madison Hu)                   | —                                     | —                                     | —                                     | —                                     | —                                     | —                                     | —                                     | —                                     | | Não incluso em álbum                                                   |
| 2019 | "I Think I Kinda, You Know" (com Joshua Bassett) | —                                     | —                                     | —                                     | —                                     | —                                     | —                                     | —                                     | —                                     | | High School Musical: The Musical: The Series: The Soundtrack           |
| 2019 | "Wondering" (com Julia Lester)                   | —                                     | —                                     | —                                     | 77                                    | —                                     | —                                     | —                                     | —                                     | - ARIA: Ouro                                                                                              | High School Musical: The Musical: The Series: The Soundtrack           |
| 2019 | "All I Want"                                     | 90                                    | 78                                    | 119                                   | 16                                    | 19                                    | 111                                   | 88                                    | 32                                    | - RIAA: Platina - AFP: Ouro - ARIA: 2× Platina - BPI: Platina - GLF: Ouro - MC: Platina - PMB: 2× Platina | High School Musical: The Musical: The Series: The Soundtrack           |
| 2019 | "Out of the Old"                                 | —                                     | —                                     | —                                     | —                                     | —                                     | —                                     | —                                     | —                                     | | High School Musical: The Musical: The Series: The Soundtrack           |
| 2020 | "Just for a Moment" (com Joshua Bassett)         | —                                     | —                                     | —                                     | —                                     | 32                                    | —                                     | —                                     | —                                     | | High School Musical: The Musical: The Series: The Soundtrack           |
| 2021 | "Even When/The Best Part" (com Joshua Bassett)   | —                                     | —                                     | —                                     | —                                     | 33                                    | —                                     | —                                     | —                                     | | High School Musical: The Musical: The Series: The Soundtrack: Season 2 |
| 2021 | "YAC Alma Mater"                                 | —                                     | —                                     | —                                     | —                                     | —                                     | —                                     | —                                     | —                                     | | High School Musical: The Musical: The Series: The Soundtrack: Season 2 |
| 2021 | "Granted"                                        | —                                     | —                                     | —                                     | —                                     | —                                     | —                                     | —                                     | —                                     | | High School Musical: The Musical: The Series: The Soundtrack: Season 2 |
| 2021 | "The Rose Song"                                  | —                                     | —                                     | —                                     | —                                     | 11                                    | —                                     | —                                     | —                                     | | High School Musical: The Musical: The Series: The Soundtrack: Season 2 |
| "—" denota canções que não conseguiram entrar nas paradas musicais ou não foram lançadas no território. |                                                  |                                       |                                       |                                       |                                       |                                       |                                       |                                       |                                       | |                                                                        |

## Outras canções nas paradas e certificadas
| Ano | Canção                          | Maiores posições nas paradas musicais | Maiores posições nas paradas musicais | Maiores posições nas paradas musicais | Maiores posições nas paradas musicais | Maiores posições nas paradas musicais | Maiores posições nas paradas musicais | Maiores posições nas paradas musicais | Maiores posições nas paradas musicais | Maiores posições nas paradas musicais | Maiores posições nas paradas musicais | Certificações | Álbum          |
| Ano | Canção                          | EUA                                   | AUS                                   | CAN                                   | GLO                                   | IRL                                   | NOR                                   | NZL                                   | POR                                   | SUE                                   | UK                                    | Certificações | Álbum          |
| --- | ------------------------------- | ------------------------------------- | ------------------------------------- | ------------------------------------- | ------------------------------------- | ------------------------------------- | ------------------------------------- | ------------------------------------- | ------------------------------------- | ------------------------------------- | ------------------------------------- | --- | -------------- |
| 2021 | "1 Step Forward, 3 Steps Back"  | 19                                    | 18                                    | 17                                    | 17                                    | —                                     | —                                     | 26                                    | 28                                    | —                                     | —                                     | - RIAA: Platina - ARIA: Platina - BPI: Ouro - MC: 2× Platina - PMB: 2× Platina                                               | Sour           |
| 2021 | "Enough for You"                | 14                                    | 14                                    | 14                                    | 13                                    | —                                     | —                                     | 21                                    | 20                                    | 89                                    | —                                     | - RIAA: Platina - ARIA: Platina - BPI: Ouro - MC: 2× Platina - PMB: 2× Platina                                               | Sour           |
| 2021 | "Happier"                       | 15                                    | 15                                    | 15                                    | 14                                    | —                                     | 28                                    | 14                                    | 19                                    | —                                     | —                                     | - RIAA: 2× Platina - AFP: Ouro - ARIA: 2× Platina - BPI: Ouro - IFPI NOR: Ouro - MC: 3× Platina - PMB: Diamante              | Sour           |
| 2021 | "Jealousy, Jealousy"            | 24                                    | 22                                    | 21                                    | 19                                    | 32                                    | —                                     | 33                                    | 32                                    | —                                     | 36                                    | - RIAA: 2× Platina - AFP: Ouro - ARIA: 2× Platina - BPI: Platina - MC: 3× Platina - PMB: Diamante                            | Sour           |
| 2021 | "Favorite Crime"                | 16                                    | 13                                    | 14                                    | 14                                    | 8                                     | 21                                    | 6                                     | 13                                    | 76                                    | 17                                    | - RIAA: 2× Platina - AFP: Ouro - ARIA: 2× Platina - BPI: Platina - IFPI NOR: Ouro - MC: Platina - PMB: Diamante - RMNZ: Ouro | Sour           |
| 2021 | "Hope Ur OK"                    | 29                                    | 23                                    | 23                                    | 22                                    | —                                     | —                                     | —                                     | 38                                    | —                                     | —                                     | - RIAA: Platina - ARIA: Platina - BPI: Prata - MC: Ouro - PMB: Platina                                                       | Sour           |
| 2023 | "All-American Bitch"            | 13                                    | 10                                    | 15                                    | 9                                     | —                                     | —                                     | 7                                     | 34                                    | —                                     | 78                                    | - ARIA: Ouro - BPI: Prata - MC: Ouro - PMB: Ouro                                                                             | Guts           |
| 2023 | "Lacy"                          | 23                                    | 25                                    | 24                                    | 20                                    | —                                     | —                                     | 16                                    | 52                                    | —                                     | —                                     | - BPI: Prata - MC: Ouro | Guts           |
| 2023 | "Ballad of a Homeschooled Girl" | 24                                    | 22                                    | 25                                    | 21                                    | —                                     | —                                     | 18                                    | 51                                    | —                                     | —                                     | - MC: Ouro | Guts           |
| 2023 | "Making the Bed"                | 19                                    | 18                                    | 20                                    | 16                                    | —                                     | —                                     | 13                                    | 43                                    | —                                     | —                                     | - MC: Ouro | Guts           |
| 2023 | "Logical"                       | 20                                    | 21                                    | 26                                    | 19                                    | —                                     | —                                     | 21                                    | 50                                    | —                                     | —                                     | - MC: Ouro | Guts           |
| 2023 | "Love Is Embarrassing"          | 25                                    | 26                                    | 29                                    | 22                                    | —                                     | —                                     | 23                                    | 67                                    | —                                     | —                                     | - BPI: Prata - MC: Ouro | Guts           |
| 2023 | "The Grudge"                    | 16                                    | 13                                    | 18                                    | 14                                    | 6                                     | —                                     | 10                                    | 48                                    | —                                     | 45                                    | - BPI: Prata - MC: Ouro | Guts           |
| 2023 | "Pretty Isn't Pretty"           | 30                                    | 28                                    | 35                                    | 30                                    | —                                     | —                                     | 28                                    | 76                                    | —                                     | —                                     | | Guts           |
| 2023 | "Teenage Dream"                 | 39                                    | 39                                    | 40                                    | 46                                    | —                                     | —                                     | 34                                    | 84                                    | —                                     | —                                     | | Guts           |
| 2024 | "Girl I've Always Been"         | 99                                    | —                                     | 91                                    | —                                     | —                                     | —                                     | —                                     | —                                     | —                                     | —                                     | | Guts (Spilled) |
| 2024 | "Stranger"                      | 75                                    | —                                     | 67                                    | 142                                   | 32                                    | —                                     | —                                     | —                                     | —                                     | 58                                    | | Guts (Spilled) |
| 2024 | "So American"                   | 58                                    | 76                                    | 52                                    | 66                                    | 18                                    | —                                     | —                                     | 141                                   | —                                     | 24                                    | | Guts (Spilled) |
| 2024 | "Scared of My Guitar"           | 90                                    | —                                     | 83                                    | —                                     | —                                     | —                                     | —                                     | —                                     | —                                     | —                                     | | Guts (Spilled) |
| "—" denota canções que não conseguiram entrar nas paradas musicais ou não foram lançadas no território. |                                 |                                       |                                       |                                       |                                       |                                       |                                       |                                       |                                       |                                       |                                       | |                |

## Videoclipes
| Ano  | Vídeo                | Direção               | Ref.   |
| ---- | -------------------- | --------------------- | ------ |
| 2020 | "All I Want"         | Stephen Wayne Mallett | [ 82 ] |
| 2021 | "Drivers License"    | Matthew Dillon Cohen  | [ 83 ] |
| 2021 | "Deja Vu"            | Allie Avital          | [ 84 ] |
| 2021 | "Good 4 U"           | Petra Collins         | [ 85 ] |
| 2021 | "Brutal"             | Petra Collins         | [ 86 ] |
| 2021 | "Traitor"            | Olivia Bee            | [ 87 ] |
| 2023 | "Vampire"            | Petra Collins         | [ 88 ] |
| 2023 | "Bad Idea Right?"    | Petra Collins         | [ 89 ] |
| 2023 | "Get Him Back!"      | Jack Begert           | [ 90 ] |
| 2023 | "Can't Catch Me Now" | Leonn Ward            | [ 91 ] |
| 2024 | "Obsessed"           | Mitch Ryan            | [ 92 ] |

### Outras aparições
| Ano  | Vídeo    | Artista(s)    | Direção        | Nota(s)            | Ref.   |
| ---- | -------- | ------------- | -------------- | ------------------ | ------ |
| 2021 | "Monday" | The Regrettes | Dillon Dowdell | Aparição como "DJ" | [ 93 ] |